# Boserup (Næstved Kommune)
Boserup er en lille landsby der ligger på hovedlandevejen (Landevejen) primærrute 54 mellem Næstved og Rønnede på Sydsjælland. Landsbyen består af ca. 3 gårde og flere huse. Den ligger i Toksværd Sogn i Næstved Kommune og tilhører Region Sjælland.
Den er beliggende ca. 13 km øst for Næstved, 5 km for Holme Olstrup og 7 km vest for Rønnede.
I Hesede Skov nær landsbyen ligger Skovbørnehaven Svend Gønge ved Boserup rasteplads.
Vejdirektoratet er i gang med at planlægge en motorvej (Næstvedmotorvejen) (Primærrute 54) mellem Næstved og Rønnede. Efter linjeføring A blev valgt bliver den nordlige del af Boserup eksproprieret da motorvejen kommer til at gå igennem der.